# Austrocylindropuntia subulata
Austrocylindropuntia subulata, conocido comúnmente como alfiler o aguja de Eva, es una especie de planta suculenta perteneciente al género Austrocylindropuntia, dentro de la familia Cactaceae. Se distribuye por Colombia, Perú y Bolivia.

## Descripción

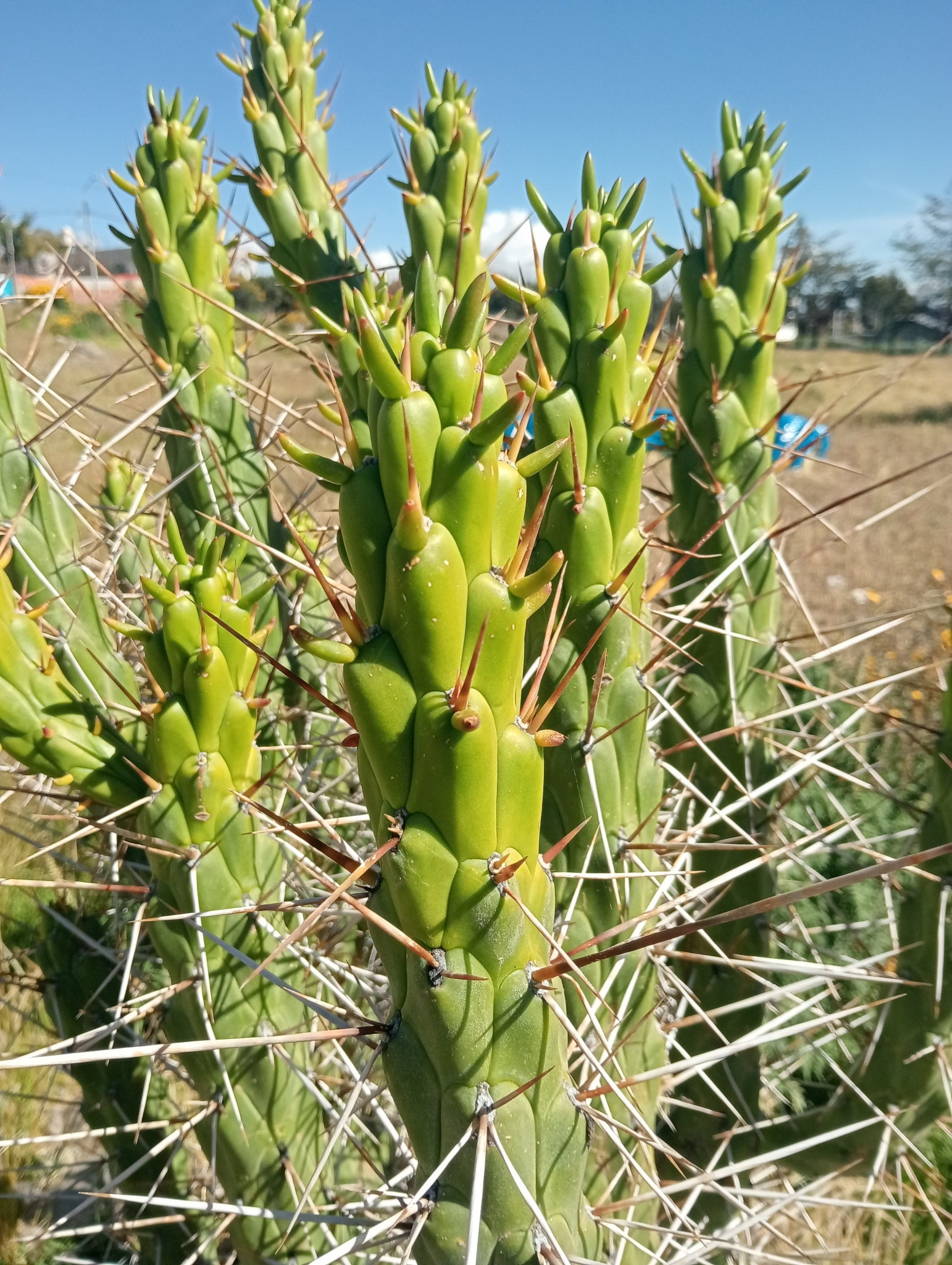
Detalle de los tallos

Austrocylindropuntia subulata es una especie de cactus de porte arborescente densamente ramificado que puede alcanzar una altura de hasta 4 m. Los tallos, de color verde, están ligeramente divididos en secciones o segmentos cilíndricos algo quebradizos y pueden llegar a medir hasta 50 cm de largo. Las cúspides, con forma de romboide a ovoide, están claramente separadas entre sí y se encuentran en algunas filas en espiral.
Además, los tallos presentan una serie de tubérculos sobre los que se sitúan las areolas. De ellas surgen de 1 a 4 espinas erectas, fuertes, rectas, de color blanco grisáceo y que miden hasta 8 cm de largo. También encontramos hojas rudimentarias, perennes y de hasta 12 cm de largo.

Las flores son de color naranja rosado y miden hasta 6 cm de largo. El pericarpelo es largo y verrugoso, y está cubierto de rudimentos de hojas primordiales de hasta 2 cm de largo. Los frutos tiene forma de huevo, oblongos o maza y son ocasionalmente espinosos. Miden hasta 10 cm de largo.

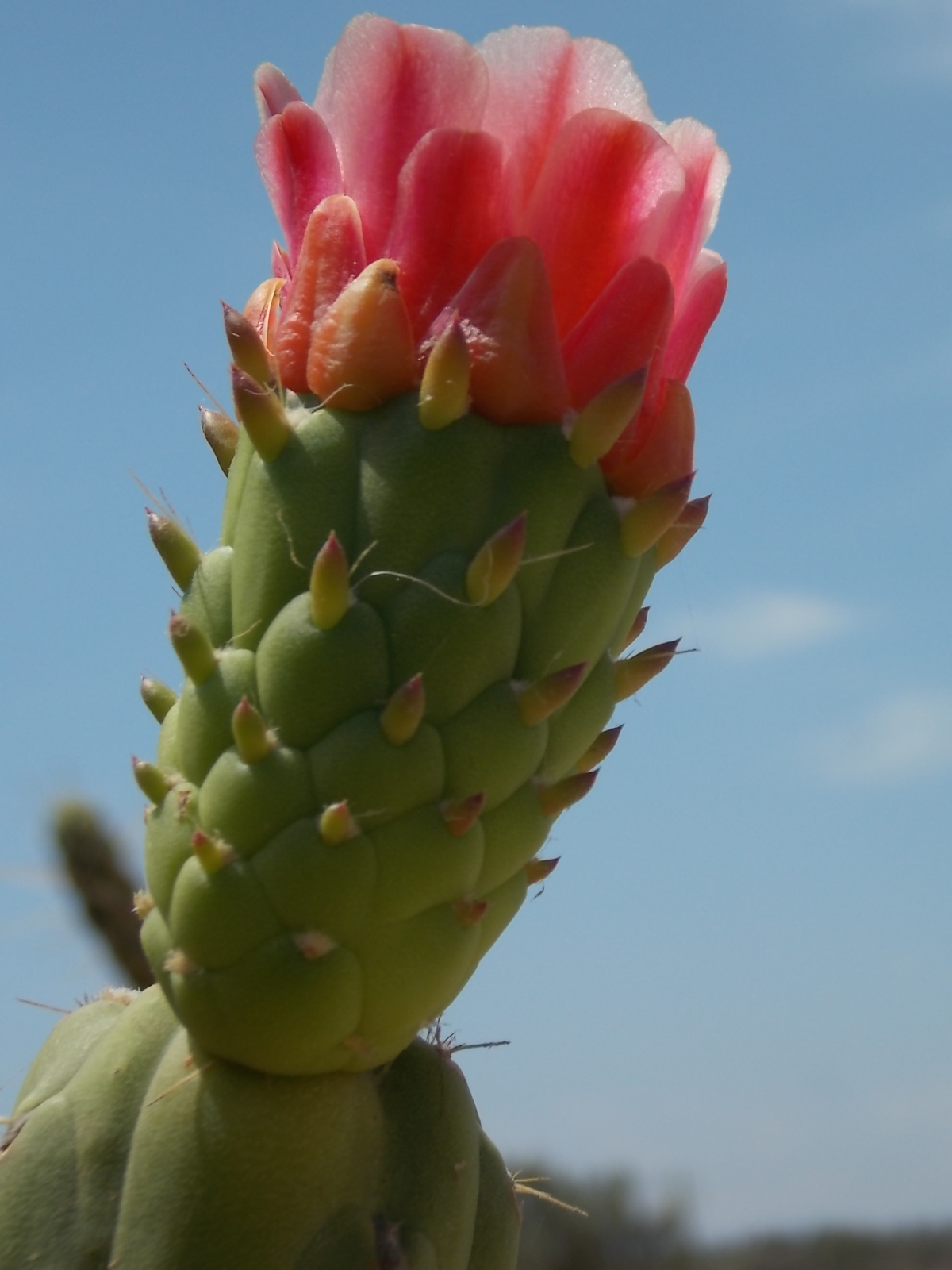
Vista de la flor

## Distribución y hábitat
El área de distribución nativa de esta especie es el centro y suroeste de Colombia, Perú y Bolivia y crece principalmente en el bioma desértico o de matorral seco, muy extendida en altitudes superiores a los 3000 metros sobre el nivel del mar.
Además está muy difundida como planta ornamental y se ha introducido en la región mediterránea para formar setos infranqueables. Sin embargo, se ha convertido en invasora en provincias costeras y en algunas del interior ibérico, así como en Australia, donde está declarada Maleza de Importancia Nacional.

## Taxonomía
La primera descripción de esta especie fue como Pereskia subulata, publicada en 1845 por el botánico alemán Philipp August Friedrich Mühlenpfordt en la revista científica Allgemeine Gartenzeitung 13: 347.
Más tarde, el botánico alemán Curt Backeberg trasladó la especie al género Austrocylindropuntia, por lo que pasó a llamarse Austrocylindropuntia subulata. Registró estos cambios en la revista Cactaceae. Jahrbücher der Deutschen Kakteen-Gesellschaft 1941 (2): 12, publicada en 1942.
Etimología
- Austrocylindropuntia: nombre genérico que deriva de la palabra latina auster (que significa 'sur') y el género Cylindropuntia, con el que algunas especies del género tienen similitudes. Así, el nombre de Cylindropuntia deriva de la palabra griega kýlindros (que significa 'cilindro') y el género Opuntia, (con el que el género tiene similitudes), haciendo referencia a la forma cilíndrica de los tallos de las plantas.[6]
- subulata: epíteto específico que significa 'en forma de aguja' y se refiere a la forma de las hojas rudimentarias de esta especie.[7]

Sinonimia
- Austrocylindropuntia exaltata (A.Berger) Backeb., 1942
- Austrocylindropuntia subulata subsp. exaltata (A.Berger) D.R.Hunt, 2002
- Austrocylindropuntia subulata subsp. subulada
- Cylindropuntia exaltata (A.Berger) Backeb., 1936
- Cylindropuntia subulata (Muehlenpf.) F,M,Knuth, 1930
- Opuntia ellemeetiana Miq., 1859
- Opuntia exaltata A. Berger, 1912
- Opuntia segethii Phil., 1879
- Opuntia subulata (Muehlenpf.) Engelm., 1883
- Opuntia subulata var. exaltata (A.Berger) G.D.Rowley, 1972 publ. 1974
- Pereskia affinis Meinsh., 1859
- Pereskia subulata Muehlenpf., 1845 (basónimo)
- Pereskiopsis subulata (Muehlenpf.) Britton & Rose, 1916

## Estado de conservación
En la Lista Roja de Especies Amenazadas de la UICN, la especie está clasificada como de "Preocupación Menor (LC)".

## Importancia económica y cultural

### Uso ornamental
Austrocylindropuntia subulata se cultiva principalmente como planta ornamental. Es una especie de cactus semirresistente y de fácil manejo, con crecimiento activo en verano. Requiere un sustrato con excelente drenaje, similar a su hábitat natural, compuesto por suelos arenosos o con grava. Se aconseja dejar secar completamente el sustrato entre riegos. En invierno debe mantenerse seco, y se recomienda evitar el riego en días fríos, húmedos o nublados.
El trasplante debe realizarse en primavera, aproximadamente cada dos años, cuando las raíces llenen la maceta. Tras el trasplante, conviene esperar al menos una semana antes de volver a regar. Su propagación se suele realizar a través de esquejes.
Tolera temperaturas altas en verano y, si el sustrato se mantiene seco, puede resistir hasta -4 °C. No obstante, en condiciones de cultivo se recomienda evitar temperaturas inferiores a -5 °C para prevenir daños en los tejidos. Es sensible a la pudrición radicular en ambientes fríos y húmedos. Requiere exposición a pleno sol en exteriores, aunque puede tolerar sombra parcial por la tarde. En interiores necesita luz brillante y algo de sol directo.

### Otros usos
Las hojas de este cactus son comestibles y se pueden adquirir como hortalizas en Sudamérica. Además, las espinas se utilizaban como agujas en el antiguo Perú.

## Galería

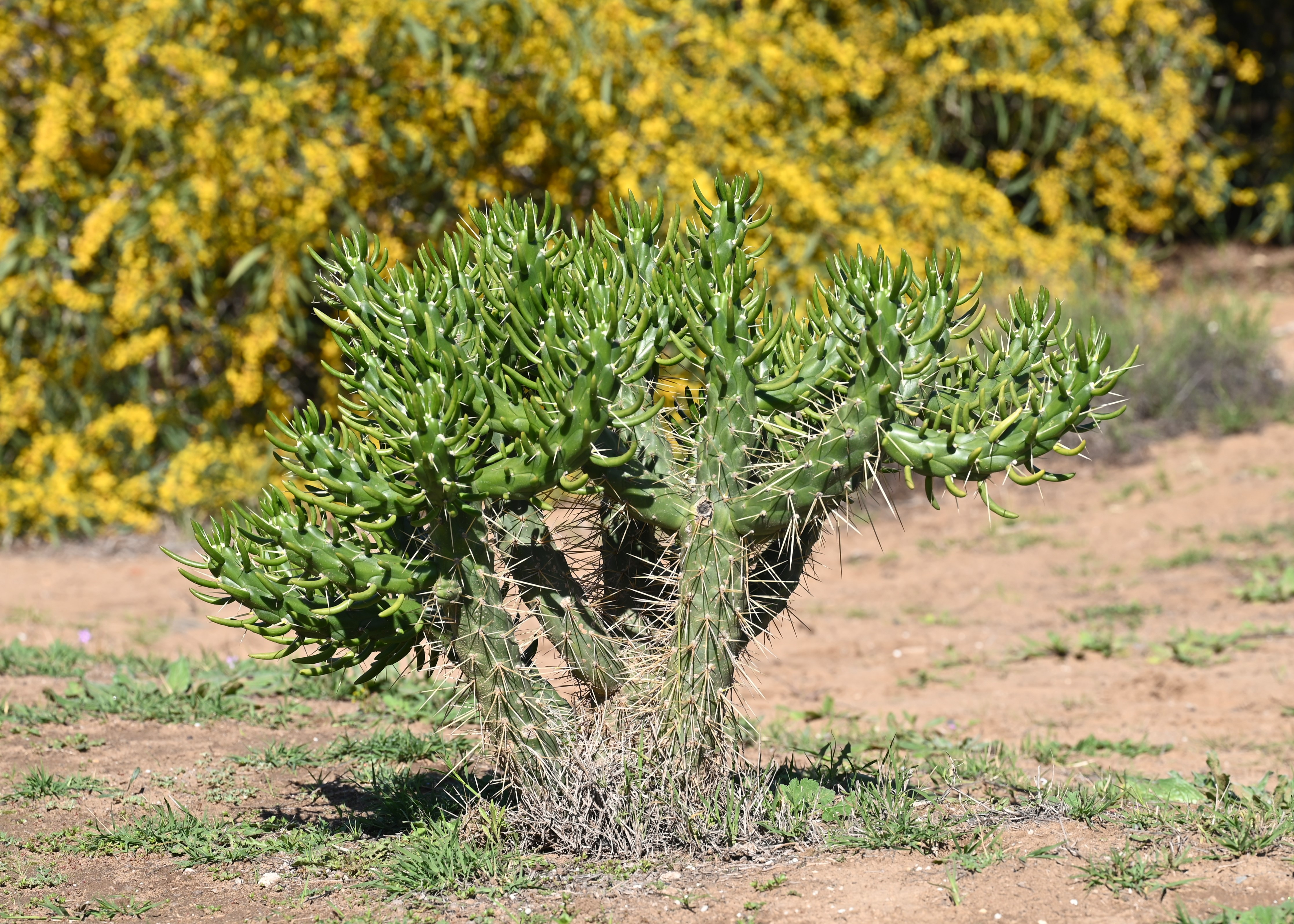
Vista de la planta
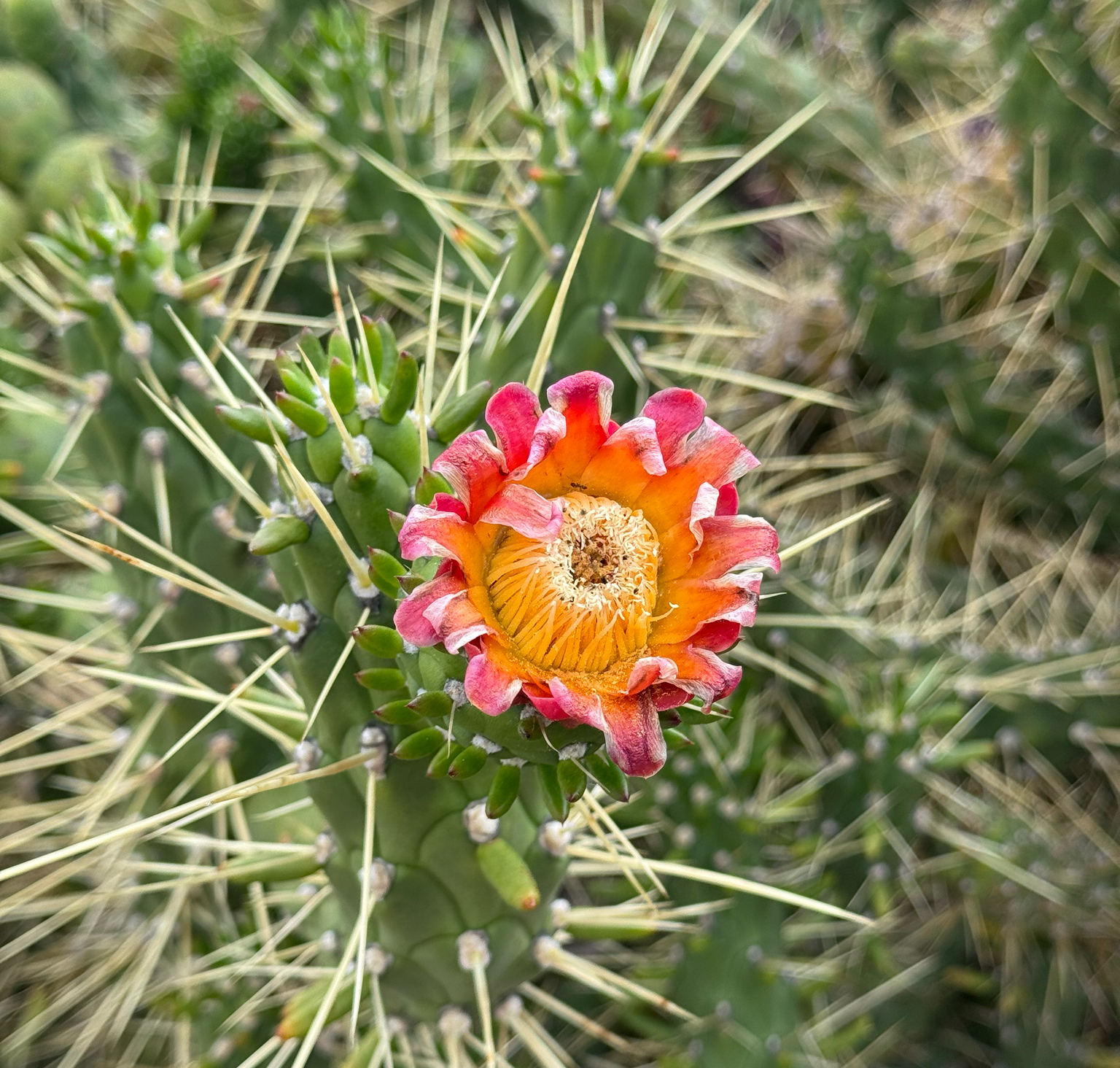
Detalle de la flor
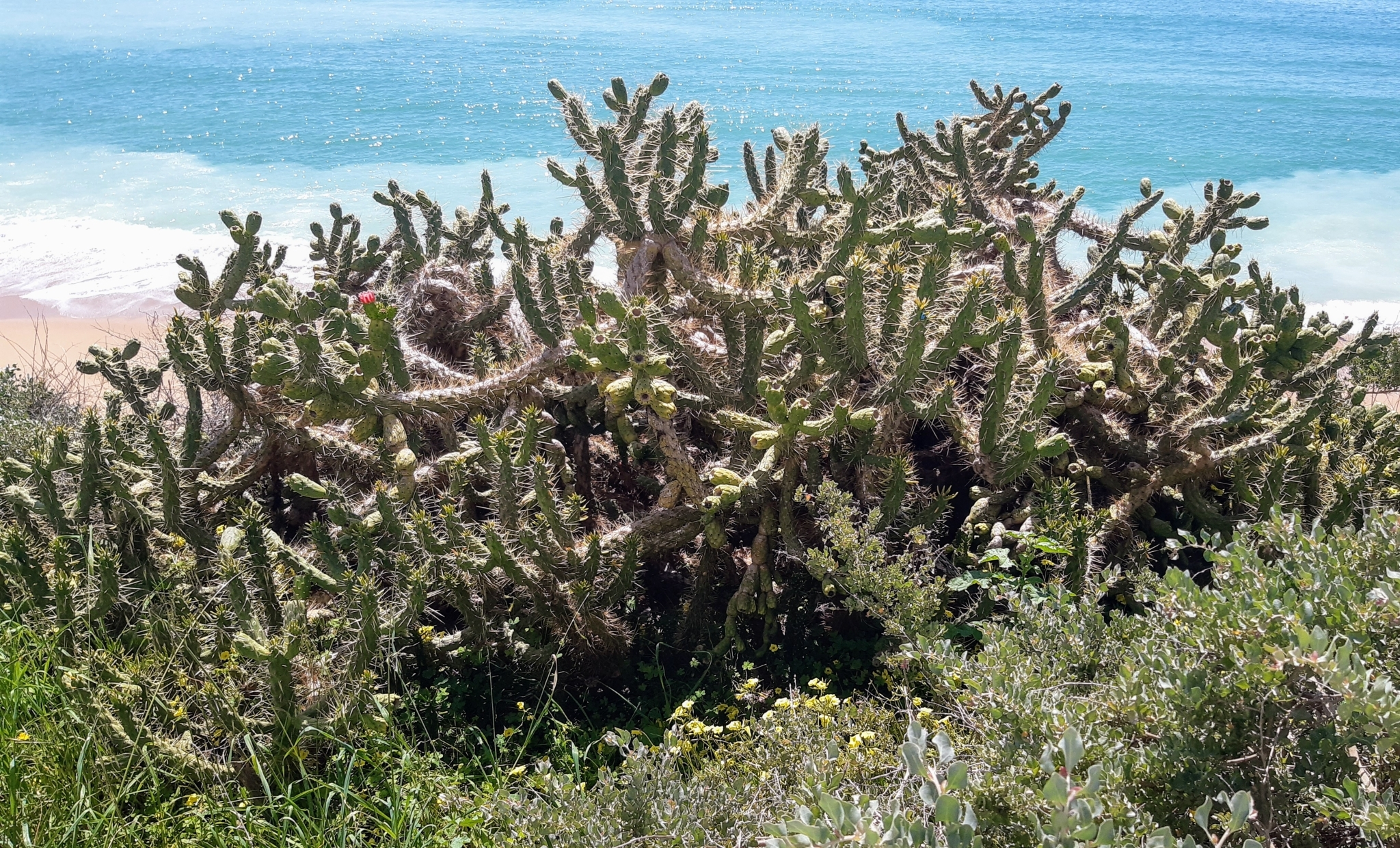
Planta en su hábitat
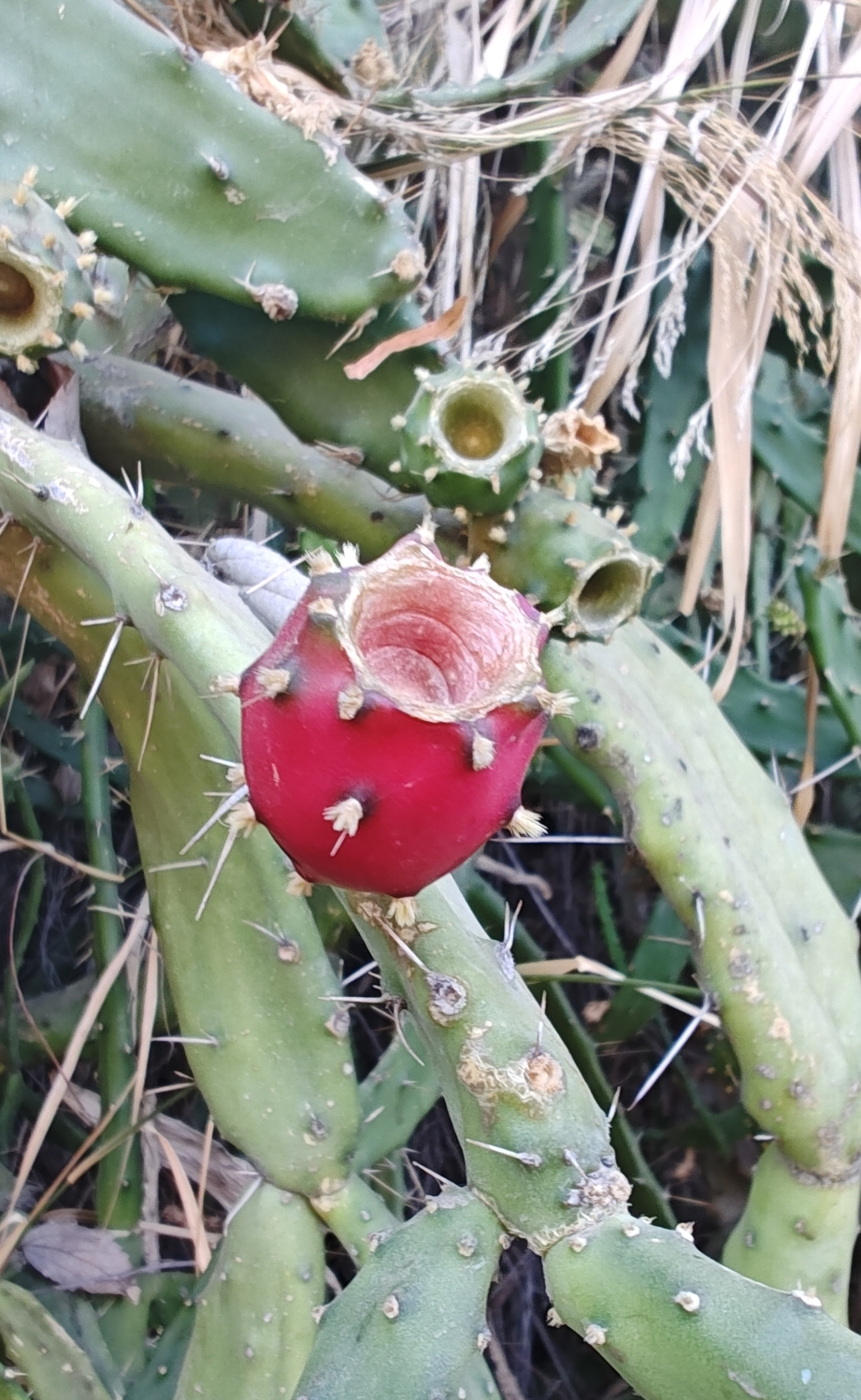
Detalle del fruto
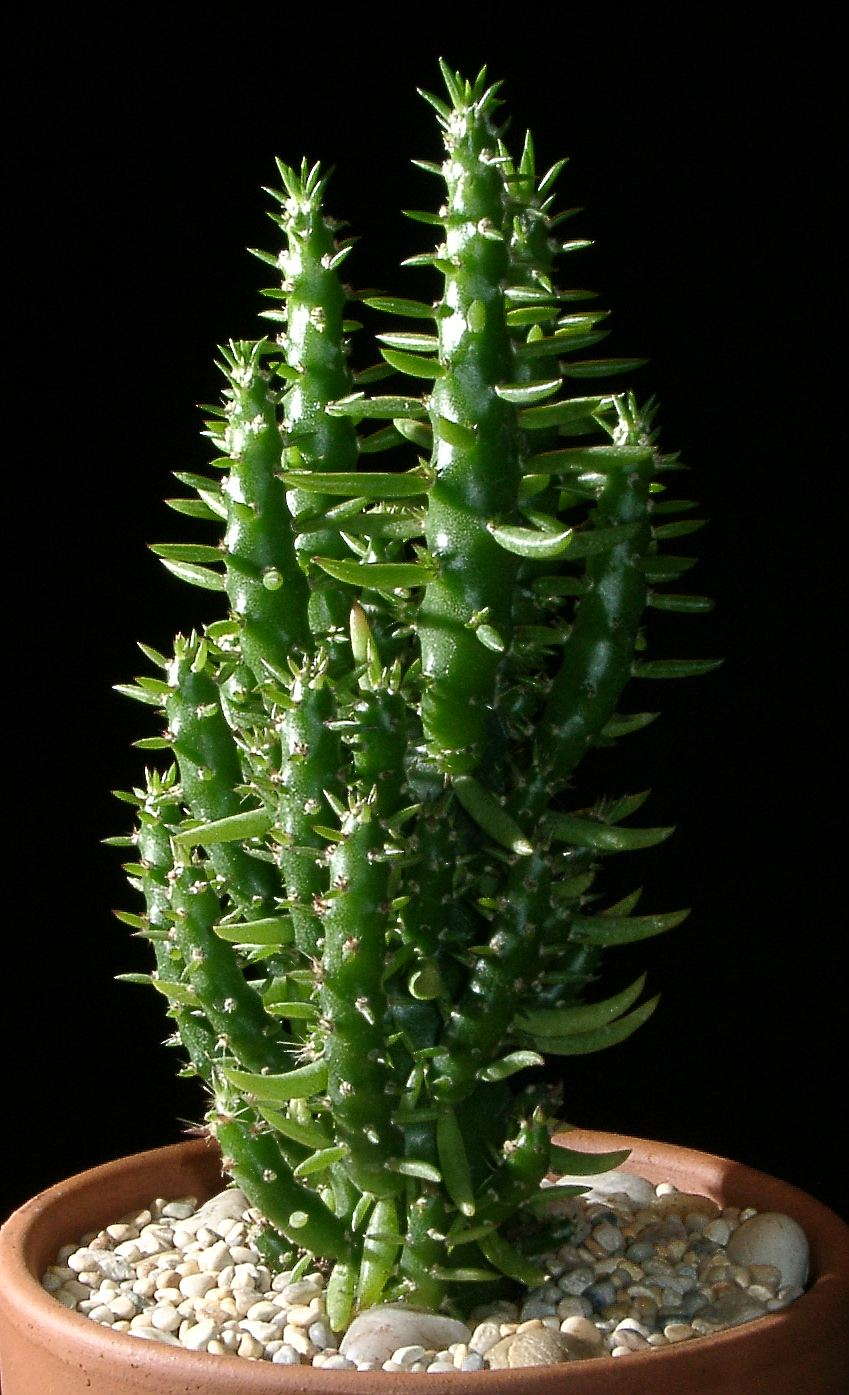
Cultivo en maceta